# Macodes cupida
Macodes cupida är en orkidéart som beskrevs av Paul Ormerod. Macodes cupida ingår i släktet Macodes och familjen orkidéer.
Artens utbredningsområde är Vietnam. Inga underarter finns listade i Catalogue of Life.